# Sora Igawa
Sora Igawa (japanisch 井川 空 Igawa Sora; * 15. Januar 2000 in Katō, Hokkaidō) ist ein japanischer Fußballspieler.

## Karriere

### Verein
Sora Igawa erlernte das Fußballspielen in der Jugend von Hokkaido Consadole Sapporo sowie in der Universitätsmannschaft der Universität Tsukuba. Seinen ersten Vertrag unterschrieb er im Februar 2022 bei seinem Jugendverein Hokkaido Consadole Sapporo. Der Verein aus Sapporo spielte in der ersten Liga, der J1 League. Im Februar 2023 wechselte er auf Leihbasis zum Zweitligisten Fagiano Okayama. Für den Verein aus Okayama bestritt er ein Zweitligaspiel. Nach der Ausleihe wurde er von Fagiano am 1. Februar 2024 fest unter Vertrag genommen. 2024 bestritt er ein Spiel im Ligapokal. Im Januar 2025 wechselte er in die dritte Liga. Hier schloss er sich in Gifu dem FC Gifu an.

### Nationalmannschaft
Sora Igawa spielte 2017 dreimal in der japanischen U17-Nationalmannschaft.